# Novembre 2023
Novembre 2023 est le onzième mois de l'année 2023.

## Environnement

### Global
Le 17 novembre 2023, d'après Copernicus, la température moyenne mondiale a été de 2 °C supérieure à celle de la moyenne saisonnière à l'ère préindustrielle pour la première fois. 
Le mois de novembre 2023, avec une moyenne de 14,22 °C à la surface du globe, dépasse de 0,32 °C le record précédent de novembre 2020. Novembre 2023 est par ailleurs 1,75 °C plus chaud que la moyenne d'un mois de novembre pour la période 1850-1900, qui correspond à l'ère préindustrielle. L'automne boréal (de septembre à novembre dans l'hémisphère nord) est ainsi le plus chaud de l'histoire, avec 15,30 °C, soit « une marge large » de 0,88 °C au dessus des moyennes historiques. Il s'agit du sixième mois consécutif à battre un record de chaleur. Sans même prendre en compte décembre 2023, l'année 2023 est déjà la plus chaude de l'Histoire.
En novembre 2023, la température à la surface des océans est également la plus chaude pour cette période de l'année, 0,25 °C plus élevée que lors du précédent pic en novembre 2015. Ce nouveau record de chaleur s'ajoute à ceux déjà battus chaque mois depuis avril.
La sécheresse s'est poursuivie sur plusieurs régions des États-Unis, de l'Asie centrale et orientale, et est particulièrement prononcée en Amérique du Sud. En revanche, l'Europe a été plus arrosée, dans le sillage de la Tempête Ciarán qui a provoqué d'importantes précipitations.

### Amérique du Sud
Le Brésil connaît une canicule inédite sur l'ensemble de son territoire, alors que le pays est au printemps, avec des températures supérieures de 5°C aux moyennes de saison, et des records de températures battus dans de nombreuses régions. Le 14 novembre, à Rio de Janeiro, la température ressentie atteint les 58,5°C. Le 17 novembre, le record dans la ville est à nouveau battu, avec une température ressentie de 59,3°C ; durant un concert de Taylor Swift dans le stade Nilton Santos, où les organisateurs avaient interdit aux spectateurs d'apporter des bouteilles d'eau, plusieurs évanouissements et le décès d'une femme de 23 ans sont provoqués par la chaleur.
En Bolivie, une vague de chaleur fait grimper les températures jusqu'à 44,9°C dans la ville de Yacuiba (où le précédent record de chaleur était 43°C et datait de 1974), provoquant 13 morts par déshydratation dans le Département de Santa Cruz, et des incendies de forêts et de prairies dans ce département et ceux de Beni et La Paz.

### France
Sur la période du 18 octobre au 16 novembre 2023, la France métropolitaine connaît des précipitations record, ayant enregistré un cumul moyen de 237,3 mm, ce qui n'était jamais arrivé sur une période de 30 jours consécutifs toutes saisons confondues, et dépasse de loin le précédent record - qui était de 187,1 mm entre le 13 janvier et le 11 février 1988.

## Événements
- 5 octobre au 19 novembre : 13e édition de la Coupe du monde de cricket en Inde.
- 29 octobre au 5 novembre : Masters de tennis féminin.
- 30 octobre au 5 novembre : tournoi de tennis de Paris-Bercy.
- 1er novembre au 4 novembre : la tempête Ciarán touche le nord-ouest de l'Europe, tuant au moins 20 personnes[7] et provoquant des perturbations massives dans les transports[8].
- 1er novembre :
  - au Pakistan, 1,7 million de réfugiés afghans en situation irrégulière deviennent expulsables et n'ont le droit d'emmener avec eux qu'un nombre limité d'effets personnels et une somme maximum équivalent à 178 dollars américains[9].
  - ouverture de la Cité internationale de la langue française à Villers-Cotterêts (France).
- 2 novembre : 53 ans après la séparation du groupe, sortie de Now and Then, chanson des Beatles inachevée jusque-là.
- 3 novembre : dans l’ouest du Népal, un séisme de magnitude 5,6 fait au moins 157 morts[10].
- 3 au 5 novembre : 37e édition des championnats d'Europe de judo à Montpellier, en France.
- 4 novembre :
  - deux jours après que la Tempête Ciarán a balayé la France (3 morts et 47 blessés dans ce pays), la côte atlantique française est touchée par la tempête Domingos, causant 1 mort et 8 blessés de plus[7] ;
  - en Guinée, un commando armé attaque la prison de Conakry pour libérer l'ex-dictateur Moussa Dadis Camara et trois autres détenus, causant 9 morts ; Dadis Camara et deux autres détenus sont recapturés le jour-même[11].
- 6 novembre : au Cameroun, au moins 20 personnes sont tuées dans le massacre d'Egbekaw ;
- 6 au 16 novembre : procès du Garde des sceaux de France Éric Dupond-Moretti devant la Cour de justice de la République, accusé de prise illégale d'intérêts ; c'est la première fois qu'un ministre en exercice est jugé en France[12] ; le 29 novembre, il est relaxé[13].
- 7 novembre : le Premier ministre du Portugal António Costa annonce sa démission après avoir été cité dans une affaire de corruption.
- 9 novembre : le centre médical académique NYU Langone Health (en) de New York annonce la première transplantation totale d'un œil humain[14]
- 9 au 12 novembre : 37e édition des championnats de trampoline à Birmingham, en Angleterre.
- 10 novembre :
  - la Chine impose des « mesures de contrôle » contre les navires philippins dans une zone contestée en mer de Chine méridionale après qu'un navire auxiliaire philippin est entré dans la zone que la Chine considère comme portant atteinte à sa souveraineté[15] ;
  - premier vol du bombardier stratégique américain Northrop Grumman B-21 depuis la Air Force Plant 42[16] ;
  - l'Australie et les îles Tuvalu signent un accord pour permettre aux 11 200 habitants de l’archipel de venir s’installer en Australie[17].
- 10 novembre au 2 décembre : 19e édition de la Coupe du monde junior de football.
- 14 novembre :
  - élection présidentielle au Liberia (2d tour), Joseph Boakai est élu troisième président démocratiquement élu du Liberia ;
  - au Mali, l'armée malienne et le groupe Wagner s'emparent de la ville de Kidal, tenue par les rebelles du CSP[18].
- 16 novembre :
  - élection présidentielle à Madagascar, Andry Rajoelina est réélu président ;
  - le socialiste Pedro Sánchez, président du gouvernement d'Espagne depuis 2018, est reconduit dans ses fonctions grâce à un accord avec les députés indépendantistes catalans;
  - la Commission européenne annonce :
    - que l'autorisation d'utilisation du glyphosate, herbicide très controversé pour son impact négatif sur l'environnement, est renouvelée pour dix ans[19] ;
    - allonger sa liste des crimes environnementaux, qui inclut désormais le commerce illégal de bois, l'importation d'espèces invasives, la pollution causée par les navires, les violations des lois sur les produits chimiques[20].
- 17 novembre :
  - au Luxembourg, le démocrate chrétien Luc Frieden devient Premier ministre après dix ans passés dans l'opposition ;
  - Pour la première fois, la température moyenne mondiale a été de 2°C supérieure à celle de la moyenne saisonnière à l'ère pré-industrielle[1].
- 18 novembre : 72e édition de Miss Univers.
- 19 novembre : élection présidentielle en Argentine (2d tour), Javier Milei est élu ;
- 20 novembre : élections législatives aux Îles Marshall.
- 21 novembre : la République démocratique du Congo signe des accords pour le retrait complet de la force de maintien de la paix des Nations unies de la MONUSCO. La MONUSCO compte environ 15 000 soldats de la paix stationnés à travers le pays[21].
- 22 novembre : élections législatives aux Pays-Bas, le Parti pour la liberté, d'extrême-droite, obtient la majorité relative.
- 23 novembre : en Irlande, des émeutes se déclenchent à Dublin après une attaque au couteau.
- 26 novembre : 21e édition du concours Eurovision Junior 2023 à Nice en France.
- 27 novembre :
  - en Sierra Leone, une attaque d'hommes armés dans une caserne et un dépôt de munitions à Freetown fait une vingtaine de morts ; ils ont également libéré les prisonniers de plusieurs centres de détention[22];
  - en France, ouverture du procès d'Olivier Dussopt, ministre du Travail en exercice, pour des soupçons de favoritisme concernant un marché public passé en 2009, lorsqu'il était maire d'Annonay[23].
- 28 novembre : au Burkina Faso, une attaque massive contre un détachement de l’armée à Djibo, dans le nord du pays, fait une quarantaine de morts parmi les civils[24].
- 29 novembre au 17 décembre : 26e édition du championnat du monde féminin de handball en Norvège et en Suède.
- 30 novembre :
  - élections législatives au Bhoutan ;
  - ouverture de la conférence de Dubaï sur les changements climatiques (COP 28) aux Émirats arabes unis ;
  - en Israël, trois civils sont tués et 16 autres blessés dans un attentat à Jérusalem.